# 重要施設周辺及び国境離島等における土地等の利用状況の調査及び利用の規制等に関する法律
重要施設周辺及び国境離島等における土地等の利用状況の調査及び利用の規制等に関する法律（じゅうようしせつしゅうへんおよびこっきょうりとうとうにおけるとちとうのりようじょうきょうのちょうさおよびりようのきせいとうにかんするほうりつ、令和3年6月23日法律第84号）は、国家安全保障上支障となるおそれのある重要な土地等の取引やその周辺における利用行為の規制等を可能とする事に関する日本の法律である（第1条）。通称重要土地利用規制法、土地規制法または重要土地等調査法。
2021年（令和3年）6月23日公布、2022年（令和4年）9月20日に施行となった。

## 構成
- 第一章 総則（第1条～第3条）
- 第二章 基本方針（第4条）
- 第三章 注視区域（第5条～第11条）
- 第四章 特別注視区域（第12条・第13条）
- 第五章 土地等利用状況審議会（第14条～第20条）
- 第六章 雑則（第21条～第24条）
- 第七章 罰則（第25条～第28条）
- 附則

## 背景と沿革
2010年代に入り、安全保障上重要な施設（海上自衛隊対馬防備隊や航空自衛隊千歳基地など）の周辺の土地が中国や韓国などの外国資本によって取得されていることが相次いで報じられ、安全保障上の影響を懸念する主張が高まっていた。本法は、このような状況を前提として、外国資本による不透明な土地取得を防ぐことを目的としたものであるとされた。
ただし、このような立法事実が現実に存在するか否かについては疑問視する意見もある。すなわち、地方公共団体から安全保障の観点から必要な法整備を求める意見書が提出されたというが、そのような意見書を提出した地方公共団体は極めて少数であり、千歳基地が所在する苫小牧市や対馬防備隊が所在する対馬市からも提出されていないこと、防衛省が行った調査でもこれまで具体的な防衛上の支障が生じたことはなかったと判明したこと、千歳基地や対馬の事例もリゾート開発等の目的であったことが明らかになったことなどから、政府が安全保障上のリスクを正確に把握していない疑いがあるというのである。国会審議の過程では、これらの問題点について問われた領土問題担当大臣の小此木八郎（当時）は、「それをしっかりと調査をするということでございます」などと答弁している。
本法案と日本維新の会の浅田均らが提出した対案である「国家安全保障上重要な土地等に係る取引等の規制等に関する法律案」が国会審議にかけられた後、本法が2021年6月16日、参院本会議において自民・公明両党に加え、日本維新の会と国民民主党などの賛成多数で可決・成立した。なお、立憲民主党や共産党は「私権の制限につながる内容が盛り込まれるなど、問題点が多い」として、反対した。

## 内容
本法は主として以下のような施策を内容としている。
1. 自衛隊及び海上保安庁の基地・駐屯地・海上保安部等並びに原子力発電所及び空港の周囲1kmや国境離島等を「注視区域」として指定する。
2. 「注視区域」のうち、自衛隊司令部などの特に重要な施設や特定国境離島等を「特別注視区域」として指定する。
3. 「注視区域」内にある土地及び建物について、政府がその利用者に係る情報や利用実態の調査を行う。
4. 電波妨害やライフライン遮断など、注視区域内の土地における重要施設や国境離島の機能を妨げる行為に対する中止勧告及び従わない場合の中止命令を可能とする（中止命令違反に対しては２年以下の懲役若しくは二百万円以下の罰金又はその併科の罰則あり）。
5. 特別注視区域については、一定規模以上の不動産売買を事前届出制（一定の場合には２週間以内の事後届出制）とする（無届や虚偽の届出には懲役6月以下又は百万円以下の罰則あり）。

## 規制対象区域
国会審議においては、規制対象区域としては、国境離島は484カ所、防衛関係施設は500カ所以上が想定されていると説明されている。ただし、特別注視区域については、経済活動への影響が大きくなる市街地は当面対象とされない見込みである。

### 実際の指定
土地等利用状況審議会の意見を聴取の上、2022年12月27日に第１回となる指定が内閣府告示により行われ、対馬や隠岐、五島列島等の離島や自衛隊基地・駐屯地周辺など計58カ所が注視区域に、そのうち35カ所が特別注視区域に指定された。
2023年7月12日には第２回となる指定が内閣府告示により行われ、小笠原諸島や奄美諸島、先島諸島の一部や佐渡島をはじめとする離島、自衛隊基地・駐屯地周辺など計161カ所が注視区域に、そのうち40カ所が特別注視区域に指定された。
沖縄県の指定は今回が初であり、指定数は39カ所である（うち、特別注視区域指定は７カ所）。在日米軍施設は含まれなかった。
2023年12月11日には第３回となる指定が内閣府告示により行われ、新千歳空港や福岡空港をはじめとする空港や玄海原発、伊方原発、自衛隊施設（この中には、東京都千代田区及び新宿区にまたがる防衛省市ヶ谷庁舎も含まれる。）、在日米軍施設など計180カ所が注視区域に、そのうち４６カ所が特別注視区域に指定された。
在日米軍施設の注視区域指定は今回が初であり、指定数は６カ所である。
2024年4月12日には第4回となる指定が内閣府告示により行われ、柏崎刈羽原子力発電所をはじめとする原子力発電所、陸上自衛隊富士学校等の自衛隊施設、普天間飛行場、キャンプ・ハンセン等の在沖縄在日米軍施設など計184ヵ所が注視区域に、そのうち34ヵ所が特別注視区域に指定された。
在沖縄在日米軍施設の注視区域・特別注視区域への指定は今回が初である。また、今回の指定をもって、予定されていた計583カ所の指定が一旦完了した。

## 批判
本法に対しては、基本的人権を過剰に制限するおそれなどが指摘され、これを批判する主張がある。具体的には次のようなものがある。
- 以下のように規制内容が曖昧な部分があり、政府により恣意的に決定されるおそれがあること。
  - 調査規制の対象となる「注視区域」の範囲に限定がないこと。
  - 「注視区域」で行われる調査内容の決定方法に制限がないこと。
  - 土地の利用禁止を認める要件は重要施設等の「機能を害する行為」「明らかなおそれ」とされ、抗議行動などの規制にも用いられうること。
- 地方公共団体の長からの土地利用者の情報取得や、土地利用者からの報告・資料の徴求が可能となり、個人情報やプライバシーの保護の観点から問題があること。
- そもそも立法事実の存在に疑いがあること（#背景と沿革参照）。

これに対して、加藤勝信官房長官（当時）は、2021年6月16日、記者会見において、恣意性の徹底排除や説明責任を果たすことなどを表明した。